# Naftacene
Il naftacene (nomi sistematici: tetracene, benzo[b]antracene) è composto chimico idrocarburico policiclico aromatico (IPA), costituito da 4 anelli benzenici condensati in linea retta, e per questo appartenente alla classe degli aceni, tra i quali è collocato tra l'antracene e il pentacene.  La sua formula molecolare è C18H12.
È contenuto, insieme a molti altri IPA, nel catrame di carbon fossile, da cui si può estrarre per distillazione.

## Proprietà
In condizioni ambiente il naftacene è ottenibile in forma di polvere cristallina arancione (ricristallizzato da xilene); è praticamente insolubile in acqua e molto poco solubile in benzene caldo ed altri solventi organici; le sue soluzioni mostrano una debole fluorescenza verde.
Cristallizza nel sistema triclino e nella molecola la media delle lunghezze di legame C−C è maggiore di quella nel benzene (139,7 pm); queste mostrano una certa alternanza e vanno da 138 pm per il legame più corto, a 146 pm per il più lungo.
Come gli altri idrocarburi aromatici, il naftacene è un composto endotermico, ΔHƒ° = +206,7 kJ/mol, ma alquanto più endotermico (meno stabile) del suo isomero crisene (ΔHƒ° = +145,3 kJ/mol), un fenacene con gli stessi 4 anelli, condensati però a sbalzo. La molecola del naftacene è un ibrido di risonanza di 5 forme limite, tutte strutture di Kekulé (per confronto, nel crisene ne sono presenti 8).
Il naftacene si comporta da materiale semiconduttore organico di tipo P e viene impiegato nell'ambito della tecnologia OFET (Organic Field-Effect Transistor) e OLED (Organic Light Emitting Diode). Viene impiegato inoltre nella tecnologia laser a coloranti e in applicazioni della chemiluminescenza.